# جین شیلی
جین شیلی (انگلیسی: Jean Shiley; ۲۰ نوامبر ۱۹۱۱ – ۱۱ مارس ۱۹۹۸) ورزشکار پرش ارتفاع اهل ایالات متحده آمریکا بود.